# Campeonato Mundial de Atletismo Júnior de 2012 - 1500 m feminino
A prova dos 1500 metros rasos feminino do Campeonato Mundial de Atletismo Júnior de 2012 ocorreu entre os dias 13 e 15 de julho em Barcelona, na Espanha. 

## Recordes
Antes desta competição, os recordes mundiais e do campeonato nesta prova eram os seguintes:
|     | Nome         | Nacionalidade | Tempo   | Local  | Data                   |
| --- | ------------ | ------------- | ------- | ------ | ---------------------- |
| WJR | Lang Yinglai | China         | 3:51.34 | Xangai | 18 de outubro de 1997  |
| CR  | Liu Dong     | China         | 4:05.14 | Seul   | 20 de setembro de 1992 |

Os seguintes recordes mundiais ou do campeonato foram estabelecidos durante esta competição: 
| Data        | Evento | Nome           | Nacionalidade | Tempo   | Notas                 |
| ----------- | ------ | -------------- | ------------- | ------- | --------------------- |
| 15 de julho | Final  | Faith Kipyegon | Quênia        | 4:04.96 | Recorde do campeonato |

## Medalhistas
| Ouro                 | Prata              | Bronze               |
| Faith Kipyegon (KEN) | Amela Terzić (SRB) | Senbere Teferi (ETH) |

## Cronograma
Todos os horários são locais (UTC+1).
| Data        | Hora  | Evento        |
| ----------- | ----- | ------------- |
| 13 de julho | 11:40 | Eliminatórias |
| 15 de julho | 19:05 | Final         |

## Resultados

### Eliminatórias
Qualificação: Os 3 primeiros de cada bateria (Q) e os 3 tempos mais rápidos (q). 
| Posição | Bateria | Raia | Atleta                  | Nacionalidade  | Tempo   | Notas                |
| ------- | ------- | ---- | ----------------------- | -------------- | ------- | -------------------- |
| 1       | 1       | 12   | Faith Kipyegon          | Quênia         | 4:10.17 | Q                    |
| 2       | 2       | 7    | Senbere Teferi          | Etiópia        | 4:10.78 | Q                    |
| 3       | 2       | 5    | Amela Terzic            | Sérvia         | 4:11.53 | Q, NJR               |
| 4       | 3       | 12   | Nancy Chepkwemoi        | Quênia         | 4:13.43 | Q                    |
| 5       | 2       | 12   | Sofia Ennaoui           | Polónia        | 4:13.68 | Q,                   |
| 6       | 3       | 5    | Alem Embaye             | Etiópia        | 4:14.03 | Q                    |
| 7       | 1       | 11   | Jessica Judd            | Reino Unido    | 4:14.64 | Q,                   |
| 8       | 1       | 5    | Mary Cain               | Estados Unidos | 4:14.77 | Q                    |
| 9       | 3       | 4    | Jennifer Walsh          | Reino Unido    | 4:16.08 | Q                    |
| 10      | 2       | 11   | Maruša Mišmaš           | Eslovênia      | 4:17.14 | q,                   |
| 11      | 1       | 7    | Luminita Achim          | Roménia        | 4:18.25 | q,                   |
| 12      | 3       | 9    | Saki Yoshimizu          | Japão          | 4:18.30 | q,                   |
| 13      | 3       | 10   | Frida Berge             | Noruega        | 4:18.66 | Recorde pessoal      |
| 14      | 3       | 1    | Nataliya Soltan         | Ucrânia        | 4:20.92 | Recorde pessoal      |
| 15      | 1       | 9    | Marta Pen               | Portugal       | 4:20.95 | Recorde pessoal      |
| 16      | 1       | 10   | Caterina Granz          | Alemanha       | 4:21.25 |                      |
| 17      | 1       | 8    | Rebekah Greene          | Nova Zelândia  | 4:21.99 | Recorde da temporada |
| 18      | 2       | 3    | Andrina Schläpfer       | Suíça          | 4:22.29 | Recorde da temporada |
| 19      | 2       | 4    | Emine Hatun Tuna        | Turquia        | 4:23.08 |                      |
| 20      | 1       | 1    | Marta Pérez             | Espanha        | 4:23.57 | Recorde pessoal      |
| 21      | 2       | 6    | Jenny Blundell          | Austrália      | 4:24.35 |                      |
| 22      | 2       | 2    | Da-Mi Lee               | Coreia do Sul  | 4:24.78 | Recorde pessoal      |
| 23      | 2       | 9    | Meropi Panagiotou       | Chipre         | 4:25.10 |                      |
| 24      | 3       | 6    | Maria Bernard           | Canadá         | 4:25.47 |                      |
| 25      | 2       | 10   | Anežka Drahotová        | Chéquia        | 4:26.77 | Recorde pessoal      |
| 26      | 1       | 2    | Soo-Mi Choi             | Coreia do Sul  | 4:28.01 |                      |
| 27      | 3       | 13   | Federica Del Buono      | Itália         | 4:28.66 |                      |
| 28      | 1       | 6    | Nataliia Pryshchepa     | Ucrânia        | 4:29.00 |                      |
| 29      | 1       | 3    | Sofía Pitoúli           | Grécia         | 4:29.36 |                      |
| 30      | 3       | 2    | Oona Kettunen           | Finlândia      | 4:29.60 |                      |
| 31      | 3       | 7    | Hannah Meier            | Estados Unidos | 4:31.20 |                      |
| 32      | 2       | 1    | Zsanett Kenesei         | Hungria        | 4:31.63 |                      |
| 33      | 3       | 8    | Teodora Simovic         | Sérvia         | 4:32.22 |                      |
| 34      | 3       | 11   | Beatriz Álvarez         | Espanha        | 4:34.25 |                      |
| 35      | 1       | 4    | Darine Benamer          | Argélia        | 4:40.85 |                      |
| 36      | 2       | 8    | Iuliana Madalina Leonte | Roménia        | 4:43.83 |                      |
|         | 3       | 3    | Aicha Bilal Fall        | Mauritânia     | DNF     |                      |
|         | 1       | 13   | Winnie Nanyondo         | Uganda         | DNS     |                      |

### Final
A prova final foi realizada no dia 15 de julho ás 19:05. 
| Posição           | Faixa | Atleta           | Nacionalidade  | Tempo   | Notas                 |
| ----------------- | ----- | ---------------- | -------------- | ------- | --------------------- |
| Medalha de ouro   | 1     | Faith Kipyegon   | Quênia         | 4:04.96 | Recorde do campeonato |
| Medalha de prata  | 6     | Amela Terzić     | Sérvia         | 4:07.59 | ,                     |
| Medalha de bronze | 7     | Senbere Teferi   | Etiópia        | 4:08.28 | Recorde pessoal       |
| 4                 | 9     | Nancy Chepkwemoi | Quênia         | 4:09.72 |                       |
| 5                 | 10    | Jessica Judd     | Reino Unido    | 4:09.93 | Recorde pessoal       |
| 6                 | 3     | Mary Cain        | Estados Unidos | 4:11.01 | Recorde pessoal       |
| 7                 | 12    | Alem Embaye      | Etiópia        | 4:12.92 | Recorde pessoal       |
| 8                 | 8     | Jennifer Walsh   | Reino Unido    | 4:12.96 | Recorde pessoal       |
| 9                 | 4     | Maruša Mišmaš    | Eslovênia      | 4:14.96 | Recorde pessoal       |
| 10                | 5     | Sofia Ennaoui    | Polónia        | 4:15.23 |                       |
| 11                | 11    | Saki Yoshimizu   | Japão          | 4:16.84 | Recorde pessoal       |
| 12                | 2     | Luminita Achim   | Roménia        | 4:22.07 |                       |

Legenda
| Recorde mundial       | Recorde mundial (World record)               |                       | Recorde africano                      | Recorde africano (African) |                                           | Q | Classificado por posição (Qualified) |
| Recorde do campeonato | Recorde do campeonato (Championship record)  | Recorde da América    | Recorde da América (Americas)         | q                          | Classificado por melhor tempo (Qualified) |   |                                      |
| Melhor marca do ano   | Melhor marca do ano (World leading)          | Recorde asiático      | Recorde asiático (Asian)              | DNS                        | Não largou (Did not start)                |   |                                      |
| Recorde nacional      | Recorde nacional (National record)           | Recorde europeu       | Recorde europeu (European)            | DNF                        | Não terminou (Did not finish)             |   |                                      |
| Recorde pessoal       | Recorde pessoal do atleta (Personal best)    | Recorde da Oceania    | Recorde da Oceania (Oceania)          | DSQ / DQ                   | Desclassificado (Disqualified)            |   |                                      |
| Recorde da temporada  | Recorde da temporada do atleta (Season best) | Recorde sul-americano | Recorde sul-americano (South America) | NM                         | Sem marca (No mark)                       |   |                                      |